# Милина (Mortal Kombat)
Милина (англ. Mileena) — вымышленный игровой персонаж из серии Mortal Kombat. Начиная с её появления в виде изменённой палитры Китаны в игре Mortal Kombat II 1993 года, Милина приобрела значительную популярность и стала одним из наиболее значимых персонажей серии. Она была центральным персонажем в сюжете игры Mortal Kombat: Deception.

## Описание

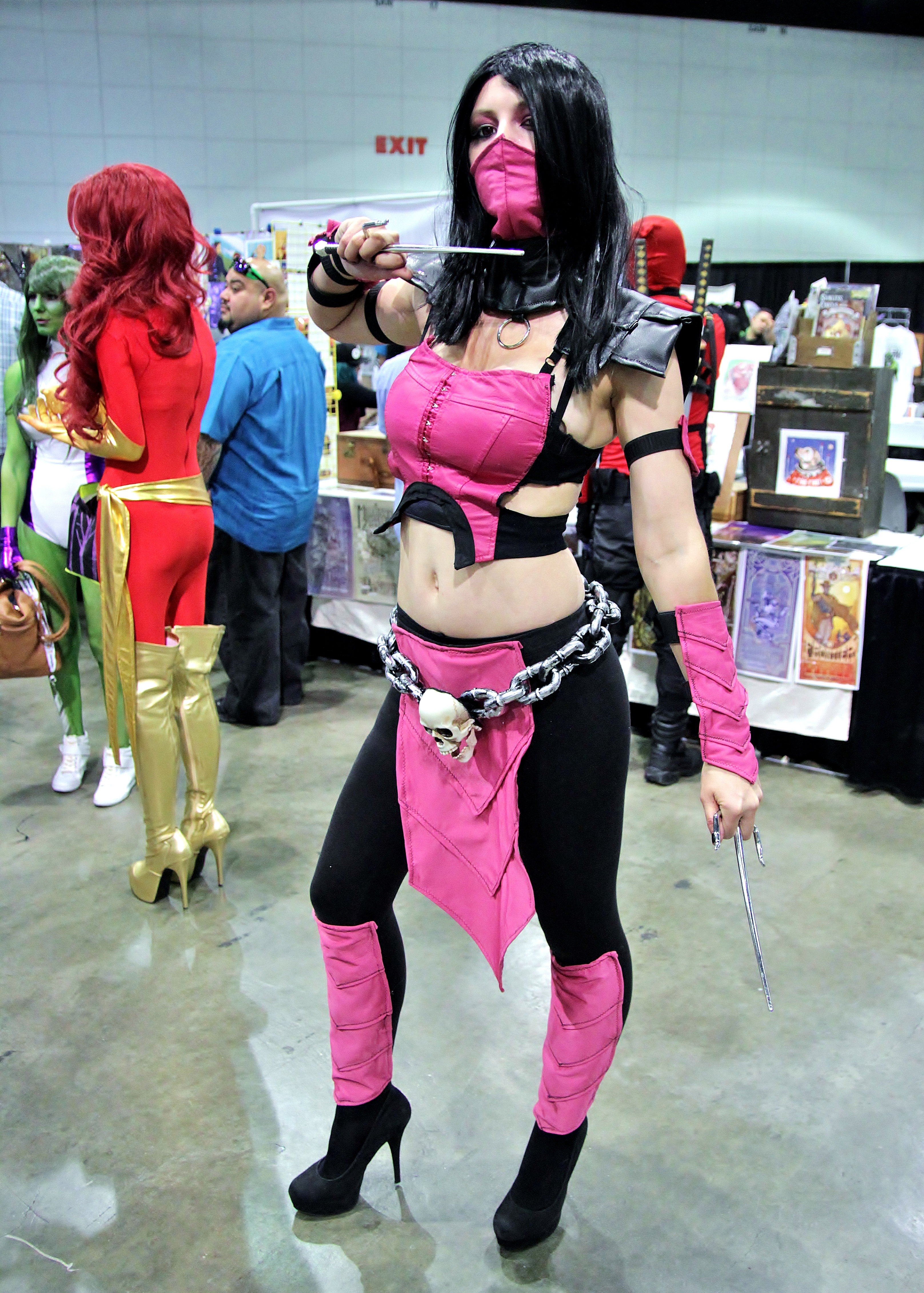
Косплей

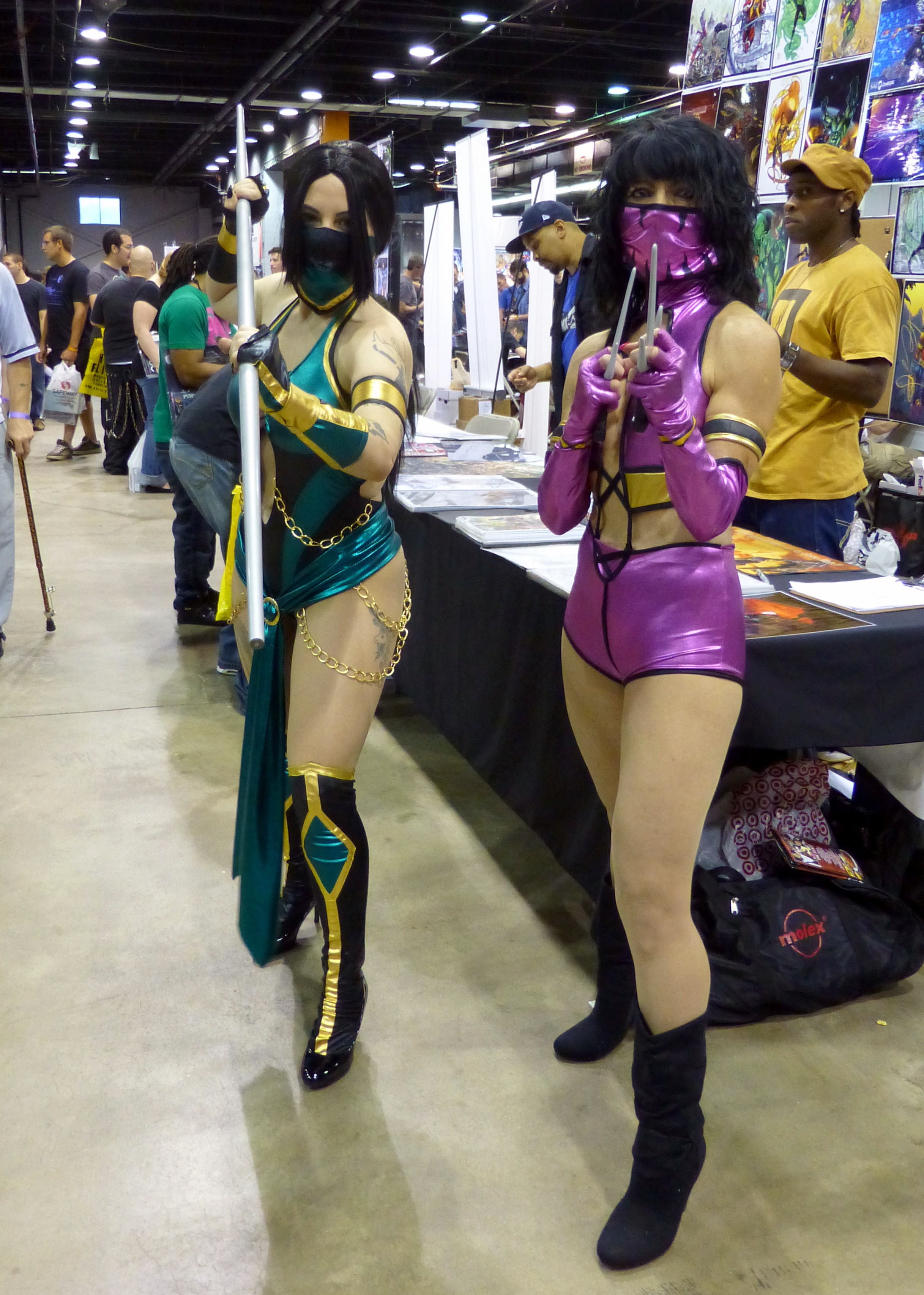
Косплей: Джейд и Милина

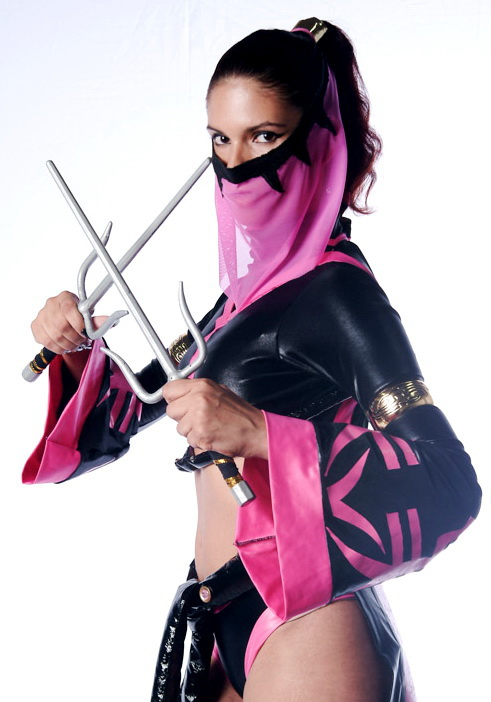
Косплей

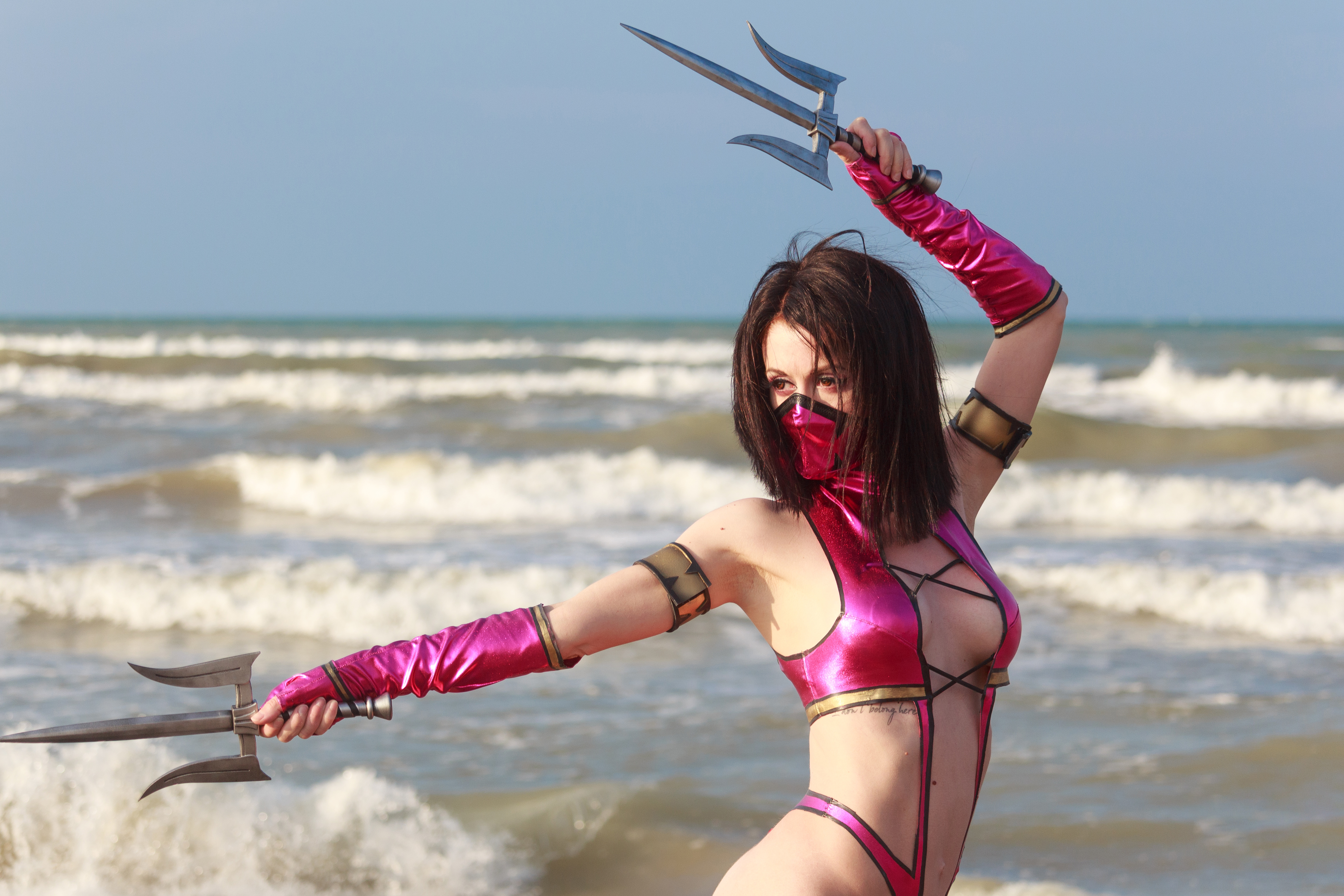
Косплей

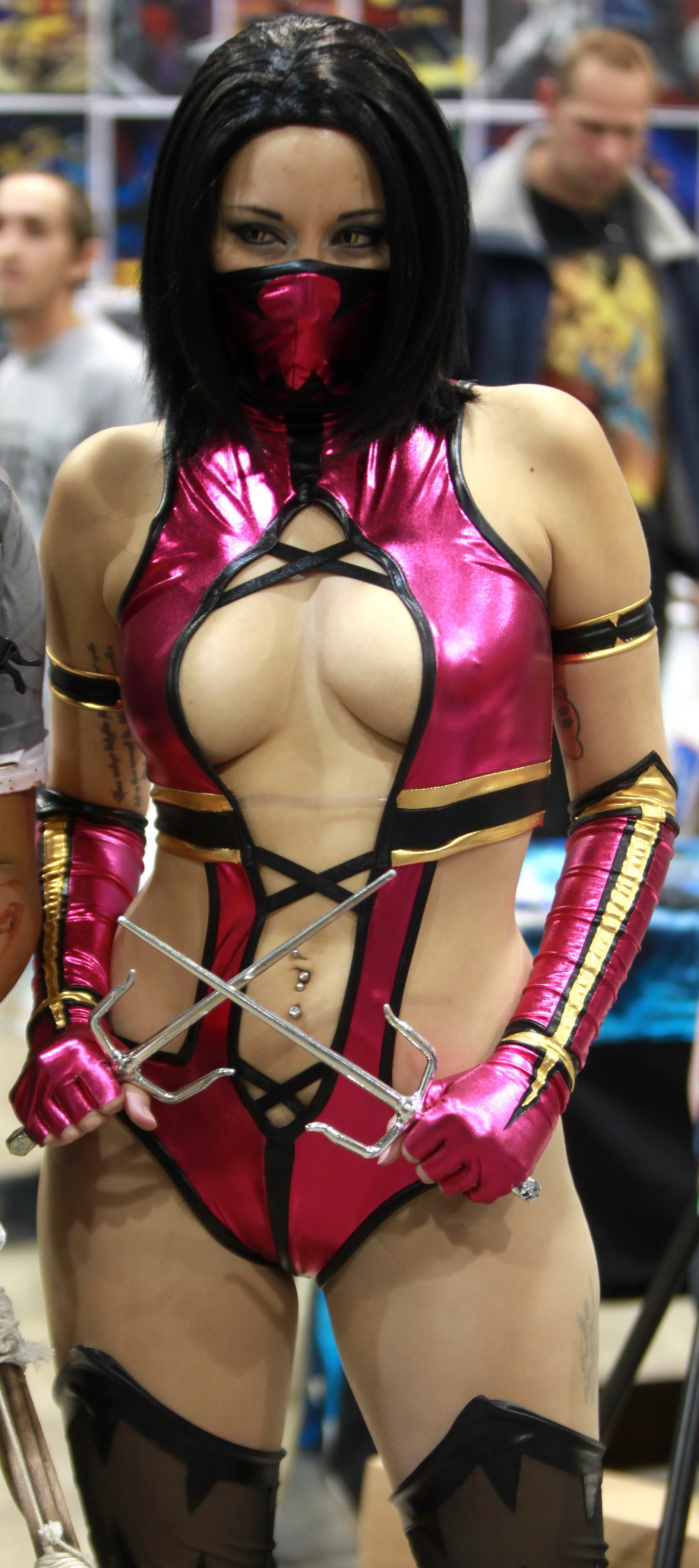
Косплей

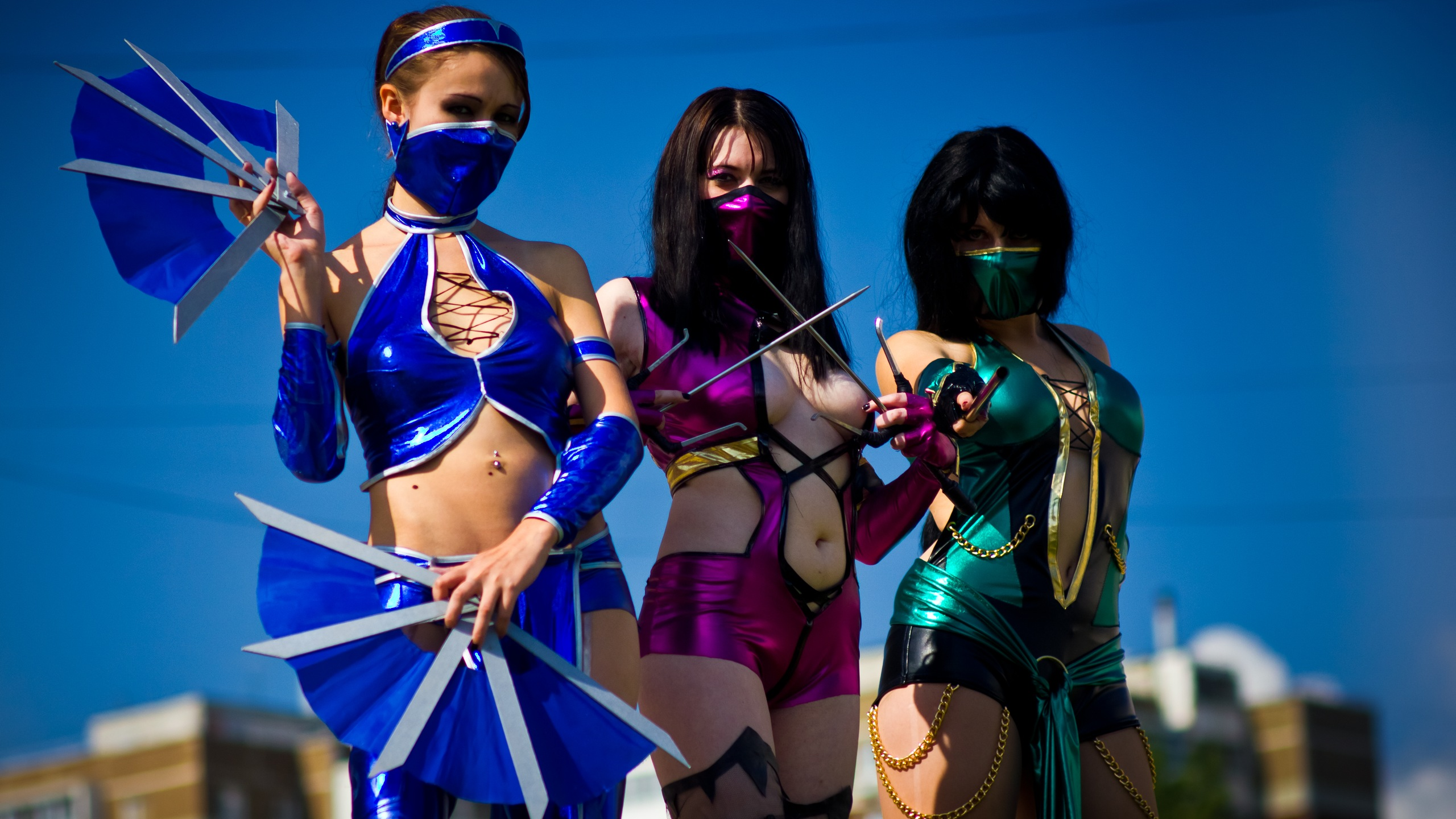
Косплей: Китана, Милина, Джейд

Милина является клоном Китаны, созданным колдуном Шан Цзуном для императора Внешнего Мира Шао Кана. В ходе создания Милины, Шан Цзун использовал кровь эденийки Китаны и кровь таркатанов — расы свирепых мутантов, живущих в пустошах Внешнего Мира. В оригинальной хронологии при помощи крови таркатанов колдун рассчитывал сделать Милину более лояльной императору, но его эксперимент не совсем удался — в результате ошибки лицо Милины оказалось изуродованным огромной пастью, усеянной острыми зубами, как у таркатана, из-за чего Милина часто прячет свое уродство под маской. В начале серии самой большой мечтой Милины было убить Китану и доказать, что она во всём лучше принцессы. Но после гибели Китаны от рук таркатанов и Смертельного Альянса, Милина наконец заняла её место, выполнив своё предназначение, а заодно получила контроль над соединённой армией Эдении и Внешнего Мира. Освободив свой разум от мыслей о мести Китане, Милина решила сама захватить Внешний Мир. Её планам не дано было сбыться, так как Шао Кан вернулся, вместе с Горо и Шан Цзуном и снова занял свою крепость. Милине пришлось отдать ему право царствовать во Внешнем Мире, но от своих планов быть королевой она не отказалась, обратив свой взор на Эдению. В новой хронологии Шао Кан решил заменить Китану на Милину намного позже, через несколько тысяч лет после захвата Эдении во время турнира во Внешнем Мире. Тот факт, что у Милины было уродливое лицо, не помешал императору объявить её своей «истинной дочерью» и отдать ей место наследницы престола.
Милина очень зла и непредсказуема. Её уродство и наполовину таркатанское происхождение создали взрывоопасную комбинацию. Хитрая, расчётливая и всегда готовая нанести удар в спину своим союзникам, Милина, как и обычные таркатаны, подвержена вспышкам неконтролируемой ярости и жестокости. Вместе с её почти идеальной внешностью, не считая её нижней половины лица, Милина одновременно является красавицей и чудовищем. При этом Милина труслива и, если враг сильнее её, она, скорее всего, подчинится его воле или сбежит. После своего дебюта в MKII, Милина появлялась в Ultimate Mortal Kombat 3 и Mortal Kombat Trilogy. Затем она вернулась в Mortal Kombat Gold. После некоторого перерыва Милина появилась в шестой игре серии Mortal Kombat: Deception, где она стала одним из важнейших сюжетных персонажей, а также получила новый костюм, став секс-символом МК. Как и все основные персонажи серии, Милина попала в седьмую игру серии — сборник Mortal Kombat: Armageddon. Она стала одним из немногих персонажей из игры, для которых была выпущена биография на сайте игры. Как и почти все классические персонажи серии, Милина появилась в девятом файтинге серии Mortal Kombat (2011).

## Сюжет

### Оригинальная хронология
После захвата Эдении Шао Кан удочерил дочь короля Джеррода и королевы Синдел — принцессу Китану. Её мать, Синдел, стала женой Шао Кана, но ненадолго. Не вынеся мысли о том, что ей придётся жить с тираном, который отнял у неё мир и семью, она покончила жизнь самоубийством. Тогда Китана была совсем ещё маленьким ребёнком и не запомнила этих событий. В течение многих лет Китана воспитывалась под опекой Шао Кана. Она стала одним из его личных убийц и беспрекословно подчинялась воле императора. Но несмотря на это, Шао Кан всегда опасался, что если Китана узнает правду о своих родителях и том, что он сделал с её миром, то она попробует свергнуть его. Поэтому Шао Кан приказал своему главному колдуну Шан Цзуну создать двойника принцессы, более лояльного и жестокого, чем оригинал. Шан Цзун использовал часть ДНК Китаны и часть ДНК таркатанов — расы мутантов из пустошей Внешнего Мира. Из-за этого нижняя часть лица клона стала выглядеть как лицо таркатана — большая пасть с острыми, как бритва, зубами. Несмотря на неудачу и невозможность заместить Китану этим клоном, Шао Кан решил оставить её в живых. Клону дали имя «Милина», и Шао Кан поручил ей приглядывать за Китаной. Китане Милину представили как её сестру. В течение долгих лет Милина служила Шао Кану в качестве персонального убийцы вместе с Китаной и её подругой Джейд. Также она стала союзницей (и, возможно, любовницей) лидера отрядов таркатанов — Бараки.
Как и опасался Шао Кан, Китана узнала о своём настоящем происхождении. Она продолжила притворяться, что является верной слугой императора, но на самом деле лишь ждала удобного момента, чтобы нанести удар и свергнуть тирана или ослабить его. Удобный случай представился во время турнира во Внешнем Мире, который Шао Кан организовал, чтобы уничтожить земных бойцов, нанёсших его воинам поражение на десятом турнире Смертельной Битвы. Подозревая, что Китана работает против него, Шао Кан поручил Милине шпионить за принцессой. Той удалось подглядеть, как Китана общается с земными воинами. Милина в ярости попыталась убить Китану, но она оказалась слабее в бою и была убита.
После этого Китана бежала из Внешнего Мира. Шао Кан приказал Джейд и Рептилии привести её обратно, а сам решил воскресить Милину. После её смерти душа Милины оказалась в Преисподней, правителем которой был падший старший бог Шиннок. Он позволил Шао Кану воскресить Милину и наделил её способностью читать мысли Китаны, чтобы тот мог быть на шаг впереди земных воинов. Также Шиннок приказал Милине шпионить за императором. И хотя Милина не хотела предавать того, кого она считала своим отцом, страх перед падшим богом был сильнее. После поражения Шао Кана и провала вторжения в Земное Царство Шиннок отозвал Милину и другого своего шпиона, Нуб Сайбота, который также временно служил Шао Кану, в Преисподнюю, и стал готовиться к войне со Старшими Богами.
Из-за предательства Тани Шинноку и его главному колдуну Куан Чи без труда удалось захватить Эдению. Китана была отправлена в темницу, откуда её безуспешно пытался освободить Лю Кан. Милина решила использовать этот шанс, чтобы сбежать от Шиннока и отомстить Китане за свою гибель. Она помогла бежать принцессе из темницы, а после поражения Шиннока схватилась с Китаной в бою один на один. Как и в прошлый раз, Милина оказалась недостаточно сильной, чтобы одержать победу над Китаной. Но на сей раз Китана пощадила её и заточила в темницу на несколько лет.
Спасение пришло к ней в лице Бараки, который по приказу нового владыки Внешнего Мира и Эдении, Короля Драконов Онаги, освободил Милину из тюрьмы и предложил ей служить новому господину. Он также сообщил ей, что Китана теперь находится под полным контролем Онаги и является одним из его телохранителей. Милина решила, что единственный её шанс хоть как-то отомстить Китане — это возглавить объединённую армию Эдении и Внешнего Мира под видом принцессы и привести её к поражению. Согласно плану Онаги, Милина должна была уводить войска от Короля Драконов, заставляя их гоняться за разрозненными отрядами таркатанов по всему Внешнему Миру. Они вместе с Баракой должны были отвлекать армию Эдении до тех пор, пока Онага не найдёт способ заставить Камидогу работать, что должно было сделать его самым могущественным правителем во всех мирах, даже сильнее Старших Богов.
Объединённые войска Внешнего Мира и Эдении под руководством Бо’Рай Чо громили отряды таркатанов намного успешнее, чем это было предусмотрено планом Онаги. После оглушительной победы над ними Милина поняла, что в данный момент она контролирует самую мощную армию во всём Внешнем Мире и Эдении. Пользуясь тем, что Онага был побеждён Суджинко и его союзниками, Милина смогла полностью подчинить себе весь Внешний Мир. Чтобы продолжить осуществление своих планов, ей требовалось ликвидировать единственного, кто знал о её обмане — Бараку. Лидер таркатанов понял, что Милина предала его, и поклялся убить её. Через таркатанских воинов Милина отправила Бараке весть о том, что хочет с ним встретиться в заброшенном жучином логове. Барака, чувствуя подвох, послал вместо себя другого таркатана. Милина не смогла отличить его от Бараки и убила его. Барака узнал об этом по запаху крови на её одежде. Он решил лично убить её, отправив оставшихся воинов разбираться с Саб-Зиро, который оказался неподалёку. Чем закончилась битва Бараки и Милины, точно неизвестно, но, судя по тому, что Милина продолжила осуществлять свой план, можно предположить, что для Бараки этот бой не кончился ничем хорошим, независимо от того, выжил он или нет.
После этого Милине «во имя мира» удалось захватить крепость Шао Кана. Она решила продолжить свой маскарад, изображая принцессу Китану до тех пор, пока Эденийцы не будут развращены до такой степени, что она сможет править ими, не прячась под маской принцессы. Но её долгоиграющие планы были нарушены возвращением Шао Кана, который всё это время считался убитым. Милина наблюдала с балкона дворца, как вместе с Горо и Шан Цзуном бывший император Внешнего Мира сокрушает всех защитников своей бывшей крепости. Милина спряталась в тронном зале и приказала магам создать защитное заклинание на главной двери, но оно не смогло противостоять мощи Шао Кана. Выбив дверь, Кан вошёл в тронный зал. Двое магов попытались защитить свою «принцессу», встав между ней и бывшим правителем. Но Милина зарезала их сзади. Затем она открыла своё лицо ошеломлённому Шао Кану и сдалась на милость императору. Шао Кан принял её капитуляцию и приказал ей захватить земного воина Суджинко. Шао Кан планировал использовать его в качестве козырной карты при переговорах о союзе с вновь воскрешённым Онагой. Милина послала приглашение Суджинко отпраздновать его героическую победу над Королём Драконов и спасение Эдении и Внешнего Мира, рассчитывая на то, что гордость и самолюбие приведут его прямо в ловушку. Воины Рейко, одетые в форму убитых солдат-эденийцев, привели Суджинко прямо в тронный зал, где он лицом к лицу столкнулся с новым Тёмным Альянсом. По приказу Шао Кана, Милина сразилась с земным воином и с удивительной лёгкостью одержала над ним победу. Затем Суджинко был отправлен в подземелье, где он должен был оставаться до появления Онаги.
Сдавшись Шао Кану, Милине совершенно не хотелось продолжать служить императору. Почувствовав вкус власти, она решила, что предназначена для более великой цели. И хотя править Внешним Миром после возвращения Шао Кана Милина не могла, она решила, что есть много других миров, которые можно покорить. Её взор пал на Эдению…

### Новая хронология
Шан Цзун создал множество отвратительных существ в своих Ямах Плоти, но ни одно из них не было настолько безумным, как Милина. Смесь эденианской плоти и таркатанской крови, Милина одновременно является и красавицей, и чудовищем. Эта двойственность сделала её разум неустойчивым, она подвержена вспышкам безумия и дикости.
Впервые Милина появляется в сюжете в главе Китаны. Принцесса Внешнего Мира находит своего двойника в лаборатории Шан Цзуна в Ямах Плоти во время её сна. Когда принцесса подходит поближе, чтобы рассмотреть своего клона, Милина просыпается и называет Китану сестрой. Китана приходит в ужас при виде монстра-клона и атакует её. Принцесса побеждает Милину, а затем и её создателя Шан Цзуна. Она отводит Шан Цзуна к Шао Кану и требует, чтобы тот наказал колдуна за мерзкие эксперименты. Но император неожиданно радуется успеху Шан Цзуна в создании клона своей «дочери» и рассказывает Китане правду о её происхождении, после чего требует привести к нему Милину, которую он называет своей настоящей дочерью. Китану по его приказу арестовывают и готовятся казнить. После короткого разговора с Китаной в Башне Джейд отправляется искать помощь у земных воинов, которые участвуют в турнире Шао Кана. Милина находит Джейд в Пустошах и требует, чтобы она вернулась вместе с ней во дворец Шао Кана, чтобы отпраздновать «уход» её сестры. Джейд побеждает Милину в бою, но после него появляются земные воины, среди которых находится Смоук. Он принимает Милину за Китану и атакует Джейд, считая, что та атаковала их союзника. Милина использует эту возможность, чтобы сбежать. Позже она появляется во время финала турнира в Колизее.
После победы Лю Кана над Шао Каном, во время обсуждения его преемника, Барака упоминает имя Милины, как единственной истинной наследницы императора. Шан Цзун на это отвечает, что Милина существует благодаря его магической силе. Во время обсуждения появляется воскрешённый Шао Кан, прерывая спор о том, кто должен занять место правителя Внешнего Мира.
Во время вторжения в Земное Царство Милину обнаруживают Кабал и Страйкер. Страйкер считает, что она является частью сил захватчиков, в то время, как Кабал не уверен в этом. Страйкер приближается к Милине, и между ними происходит бой, победителем которого становится полицейский. После того, как Кано принёс Кабала во Внешний Мир, где Шан Цзун залечил его раны, Кабал заставил Кано отвести его в Тронный зал Шао Кана, чтобы лично сразиться с императором. В этот момент его замечает Милина, сопровождая процессию с трупом Мотаро. Нуб Сайбот и Милина атакуют Кабала, но ему удаётся победить обоих воинов и сбежать на Землю.
После гибели Шао Кана Милина стала правительницей Внешнего Мира. Но её военный советник Ко’атал решил, что она не подходит на эту роль, во многом из-за её отказа помочь Земному Царству в войне против Преисподней. Коталь вместе с Рептилией убедил Ди’Вору присоединиться к заговору. Милина раскрыла замысел Коталя, но Ди’Вора убила Бараку, а Ермак перешёл на сторону Коталя, и Милина была арестована и свергнута. Позже из тюрьмы ей помогла сбежать Таня. Милина набрала сторонников из таркатанов и эденийцев, заручившись также поддержкой Рейна, и попыталась силой свергнуть Коталь Кана, что привело к началу гражданской войны во Внешнем Мире.
Чтобы усилить свои позиции, Милина заключила союз с Красным Драконом и уговорила принца шоканов, Горо, отомстить узурпатору Коталь Кану. Накануне битвы с Коталь Каном Рейко убеждает Милину, что Горо предаст её, как только он покончит с Коталем. Милина соглашается с ним и говорит, что если это произойдёт, она лично убьёт его. Рейко и Милина покидают дворец в Золотой Пустыне, оставляя Горо и воинов Красного Дракона одних разбираться с Коталь Каном.
Милина присматривает за выздоравливающим Рейном в своём тайном укрытии в Сетианской долине. К ней приходит Ермак, сообщив, что армия шоканов не только не победила Коталь Кана, но и сама была разгромлена благодаря оружию Чёрного Дракона. Милина решает атаковать армию Коталя, но Рейн приходит в себя и говорит, что Рейко готовит заговор против неё вместе с клириком Хаоса Хавиком. Ермак ничего ценного про Хавика сообщить не может. Милина решает навестить остров Шан Цзуна и разобраться с Хавиком и Рейко.
Корабль Милины появляется на острове в самый разгар битвы между Рейко и Коталь Каном. Она атакует Скарлет, но голем использует свои кровавые снаряды, чтобы отбиться от неё. Таркатаны атакуют Скарлет, прикрывая Милину, но она быстро убивает их, вызвав шупальца из-под земли. Ермак захватывает Скарлет, и Милина делает на ней Бруталити, уничтожая ей ноги. Рейко тем временем почти убил Коталь Кана. Ермак подносит Милине молот Шао Кана, и она одним ударом разбивает голову Рейко. Ермак сообщает, что Рейко всё ещё жив.
Рейко восстанавливается, а Милина и Коталь спорят о том, как его убить. Коталь говорит, что единственный способ полностью убить Рейко — это заставить его использовать магию крови, чтобы она поглотила его душу, а для этого его надо убивать снова и снова. Милина согласна с этим планом, но говорит, что делает это, только чтобы убить Рейко, а не потому, что она собирается выполнять приказы Коталя.
Исцелённый Рейко внезапно атакует Милину, Коталя и Ермака, временно выведя их из строя. Они приходят в себя и сразу атакуют Рейко. Ермак отрывает ему голову, Коталь отрезает ему ноги, а Милина разрывает ему грудь. Появляется Хавик вместе с одержимым Рэйденом, который атакует всех присутствующих на острове. Его атака вырубает Коталь Кана, Милину и земных воинов. Хавик приказывает отнести некоторых бойцов в тронный зал Рейко, а всех остальных отправить в темницу. Между тем, тело Ди’Воры медленно восстанавливают её насекомые. В замке Коталь Кан, Милина, Джонни Кейдж, Соня Блейд и Ермак оказываются привязаны к аппарату, который должен будет выкачать из них кровь, чтобы придать сил Рейко и превратить его в Бога крови.
После превращения Рейко в Бога крови, его последующей гибели и призывания амулета Шиннока Хавик открывает свой настоящий план — уничтожить Преисподнюю. Для этого его слуги протыкают кинжалами-камидогу пятёрку захваченных воинов, в том числе и Милину, превращая их в рабов Клирика Хаоса. Внезапно появляется Такеда, который ударом хлыста отрубает руку Хавику.
Такеда сражается с Хавиком и его воинами. Сначала ему удаётся одержать вверх над Кэсси Кейдж и Джэки Бриггс, но после этого его атакуют сразу Милина, Соня, Джонни Кейдж и Рэйден. Хавик готовится казнить Такеду при помощи амулета Шиннока, но открывается портал, из которого выходят Ди’Вора, Ферра, Торр, Эррон Блэк, Шива и Кинтаро. Они атакуют воинов, находящихся под контролем Хавика. Сам он решает добить Такеду, но появляется Скорпион, который отрывает ему голову и исчезает в столбе пламени.
Соне, Кэсси и Джэки удаётся схватить Кинтаро и оторвать ему голову. Почти сразу же действие Кровавого Кода прекращается, и воины приходят в себя. Соня просит извинений у Шивы за то, что случилось с Кинтаро. Милина освобождает Ермака, который решает перейти на сторону Коталь Кана, считая его лучшей кандидатурой на пост правителя Внешнего Мира.
Спустя некоторое время после этих событий, Коталь попытался заключить сделку с Кано по поставке оружия. На самом деле сделка была ловушкой, расставленной Милиной, и Кано работал на неё. На кортеж, в котором ехал император, напал отряд таркатанов. Его помощники Ермак, Рептилия, Ди’Вора и Эррон Блэк атаковали мутантов, а Кано напал на Коталь Кана. Тот смог отбиться от него и попытался убить предателя, но Кано спасло появление Тани. Сразившись с ней, Коталь заметил на крыше Милину и Рейна. Он телепортировался к ним, но Рейн скинул его с крыши. Однако Коталь победил эденийского принца. Он приказал Эррону убить его, но Блэку помешала Милина. Она лично вступила в бой с Коталем и проиграла ему. Коталь хотел её казнить своей солнечной магией, но Милина воспользовалась амулетом Шиннока, чтобы спастись. Правда, после этого она лишилась сил. Рейн спас её, телепортировав подальше от Коталя и его людей.
Благодаря захвату Кано в лагере для беженцев в Земном Царстве Соня узнаёт местонахождение лагеря Милины и передаёт эту информацию Кэсси, которая временно работает вместе с Коталоем и его помощниками. Коталь посылает в Куатанские джунгли свою армию и отряд Кэсси вместе с Ди’Ворой. Кэсси и Ди’Вора проникают в сердце лагеря, чтобы выкрасть амулет, но попадают в засаду, устроенную Рейном, Таней и Милиной. Они побеждают всех троих, захватывают амулет и Милину, которую приводят к Коталь Кану. Он приказывает Ди’Воре казнить Милину, и та с удовольствием убивает её, выпустив на неё плотоядных жуков.

## Боевые способности
Милина сочетает в себе грацию бесшумного убийцы и свирепость яростного таркатана. Будучи клоном Китаны, она обладает силой и ловкостью, сопоставимыми с теми, что имеет принцесса, однако Милина более яростна и кровожадна. Так же, как и все эденийцы, Милина умеет использовать в бою магию. Она умеет мгновенно перемещаться с одного места на другое. В отличие от Китаны, её главным оружием является кинжал-сай. В бою Милина также не брезгует пускать в ход свои таркатанские зубы, кусая врага и нанося ему страшные раны.

## Спецприёмы

### Обычные спецприёмы
- Метание саи — Милина кидает в противника 2 саи, заряженных магической энергией. В первых играх серии для выполнения этого приёма необходимо удерживать кнопку удара (MKII, UMK3, MKT, MKG, MKD, MKA, MK9).
- Катящийся шар — Милина сворачивается в клубок и катится по земле, сбивая противника с ног (MKII, UMK3, MKT, MKG, MKD, MKA, MK9,MKX).
- Удар с воздуха — Милина проваливается под землю и падает сверху на противника с ударом ноги (MKII, UMK3, MKT, MKG, MKD, MKA, MK9).
- Укус — Милина запрыгивает на противника и кусает его несколько раз в шею. Если у него в спине застрял сай после одного из ударов, то вместо того, чтобы грызть противника, Милина достанет сай из его тела и нанесёт ему несколько ударов оружием (MK9, MKX).

### Усиленные спецприёмы
- Прорыв саями: усиленная версия приёма Выстрел саями. Милина кидает два сая подряд в противника, один в голову, другой — в ноги. (MK9)
- Трюковое падение: усиленная версия приёма Телепортационное падение. Милина выполняет две телепортации с ударом подряд. (MK9)
- Сбивающий шар: усиленная версия приёма Катящийся шар. Милина сворачивается в шар и подпрыгивает в воздух, после чего начинает катиться по земле к противнику. (MK9)
- Запуск с прыжка: В этой версии приёма Укус шеи с прыжка, Милина после нескольких укусов в шею, соскакивает с противника, нанося ему удар ногой. (MK9)

### Боунбрейкер
Милина заскакивает врагу на плечи и сворачивает ему ногами шею. Этот приём был заимствован у Тани. (MKG)

### X-Ray
- Роковая Женщина: Милина сначала несколько раз тыкает саями противника в грудь и живот, повреждая его рёбра и внутренние органы, затем наносит ему мощный удар коленом в челюсть, от которого у противника ломается череп (MK9).
- Потанцуем: Милина трижды выполняет удар с воздуха, после чего втыкает свои саи врагу в уши. Держа его голову за саи, она кусает его за голову, ломает череп и втыкает саи в глаза противнику (MKX).

## Добивания

### Fatality
- Закалывание саями: Милина достаёт саи и наносит несколько быстрых ударов в тело противника. В MKSM после этого она наносит врагу мощный удар ногой, от которого тот отлетает на другой конец арены. В МК9 это добивание стало частью её приёма X-Ray (MKII, MKSM).
- Пожирание: Милина снимает с себя маску и буквально всасывает в себя противника. Затем она поворачивается в другую сторону и выплёвывает кучу костей на землю (MKII, UMK3, MKT, MKX).
- Гвоздомёт: Милина снимает маску и заполняет рот целой банкой гвоздей. Затем она начинает расстреливать ими противника, как из пулемёта (UMK3, MKT, MKG).
- Сай-анара: Милина кидает в противника более дюжины саев. Своим последним броском она загоняет сай в голову врагу. Это добивание является почти полной копией добивания Рейко, в котором он точно так же закидывает противника сюрикенами (MKG).
- Яростный укус: Милина снимает с себя маску и накидывается на противника. Она вцепляется ему в шею и зубами отрывает ему голову. Затем она выплёвывает голову, улыбается и безумно смеётся (MKD).
- Место для сая: Милина мощными ударами ног загоняет в тело противника 2 сая (MKD).
- Будь моим: Милина кидает оба сая в тело противнику. Затем она не спеша подходит к врагу, слегка приобнимает его и отрывает ему голову, которую затем начинает грызть. Она отбрасывает голову врага в сторону и издаёт довольный звук (MK9).
- Разрывание: Милина кидает оба сая в ступни противника, пригвождая его к земле. Затем она отрывает верхнюю часть туловища. Это добивание является почти полной копией добивания Киры из MKD (MK9).
- Пир для одного лица: Милина втыкает сай в голову противнику и упирается ногой ему в тело. Она отрывает голову и откусывает несколько кусков от лица врага и затем бросает голову на землю рядом с телом оппонента (MKX).
- Вкусняшка: Милина толкает противника на землю и садится сверху, затем голыми руками разрывает противника надвое и начинает пожирать внутренности, выпавшие из врага (MKX).
- Бесконтрольное вращение: Милина роняет противника навзничь, после чего подпрыгивает, раскручивается в воздухе, держа саи снаружи окружности оборота, и, продолжая крутиться, приземляется на оппонента, разрывая таким образом тело врага напополам (MK11).
- Жестокие наслаждения: Милина поворачивает противника спиной к себе, облизывает его шею, после чего когтями вспарывает ему живот. Затем, она поворачивает оппонента обратно и отрывает изнутри его лицо, предварительно просунув свою руку через разорванное брюхо врага (MK11).

### Animality
Милина превращается в скунса, и противник погибает от вони (UMK3, MKT).

### Friendship
- Милина кидает в землю зёрнышко, которое через несколько секунд прорастает в большой цветок (MKII).
- Милина снимает маску и достаёт зеркало. В течение нескольких секунд она смотрит на своё отражение, после чего зеркало трескается и рассыпается (UMK3, MKT).
- Милина устраивает чаепитие с плюшевыми медведями в виде девушек-ниндзя: Китана, Джэйд и Милина (МК11).

### Hara-Kiri
Милина втыкает оба сая себе в голову. (MKD)

### Babality
После превращения в ребёнка, Милина шипит и пытается атаковать своего противника, но сразу же спотыкается и начинает плакать. (MK9)

## Появление в других медиа

### Телевидение
Милина появляется в одном из эпизодов сериала Смертельная битва: Завоевание. Её происхождение отличается от того, о котором рассказано в играх серии: Милина здесь не является клоном Китаны, а происходит из неизвестной расы убийц из Внешнего Мира. Шао Кан использую свою магию, даёт ей лицо Китаны и посылает убить Кун Лао. Император предупреждает Милину, что он заберёт её красоту обратно, если она провалит задание. Милина, под видом Китаны, соблазняет и влюбляется в Кун Лао и не может заставить себя его убить. Шао Кан, недовольный тем, что она потратила слишком много времени, забирает часть её красоты, оставив Милине острые зубы и старушечий голос, сделав её частичное уродство ещё более постыдным. Свою маску она также получает от Шао Кана после чего он приказывает увести её. Роль Милины в сериале исполнила Меган Браун. Оди Ингланд исполнила роль Милины в облике Китаны.

### Веб-сериал
Милина появляется в сериале Смертельная битва: Наследие. В этой истории, Милина отличается от остальных своих версий. Она была создана Шао Каном, когда Китана была ещё ребёнком, с тем, чтобы у Шао Кана была дочь, которая не ненавидела бы его за убийство Джеррода. Из-за этого, Китана и Милина не знают, что они не настоящие сёстры. Китана и Милина росли вместе под присмотром Шао Кана, после того, как Синдел покончила с собой, переселив часть своей души в Китану. По мере того, как они росли, Шао Кан стал влиять на них, чтобы они не доверяли друг другу. Большую часть времени, Китана и Милина выступали не как дети императора, а как его преданные убийцы. Сёстры сначала были посланы за тем, чтобы убить двойников короля Джеррода, а затем и настоящего правителя Эдении в изгнании. Китана сначала разговаривает с Джерродом, которого через секунд убивает Милина ударом саем сзади. В этой версии вселенной МК, у Милины почти нормальное лицо. Только иногда у неё появляется рот наподобие таркатанского, что вызывает у Милины вспышки дикой ярости. Позже у неё на лице появляются шрамы из-за периодических деформаций лица в пасть мутанта. Её роль в сериале исполнила Жолин Тран.

### Фильмы
Милина появляется во втором фильме Смертельная битва: Истребление. Она пытается убить Соню, которая принимает её за Китану — это единственная связь между персонажами в фильме. После того, как Соня убивает Милину, татуировка в виде дракона вылетает из её плеча и исчезает. Имя Милины в фильме также нигде не упоминается, кроме титров. Её роль в фильме исполнила Дана Хи.

### Комиксы
Милина появляется в официальном комиксе Mortal Kombat II от Midway, которые можно было заказать по телефону из рекламы в аркадном автомате. В комиксе у неё чисто эпизодическая роль — вместе с остальными воинами из Внешнего Мира, она атакует Джонни Кейджа на его съёмочной площадке в Лос Анджелесе.
Также она появляется в неканонических комиксах от издательства Malibu. Один из выпусков был специально посвящён Китане и Милине и в деталях описывал происхождение обоих персонажей. В этих комиксах Милина всегда называет себя «истинной дочерью Шао Кана».

## Критика и отзывы
- Китана и Милина получили 7 место в списке «10 самые-самые фантастические близнецы» журнала «Мир Фантастики», который назвал их противостояние женским аналогом борьбы Скорпиона и Саб-Зиро[5].
- Персонажи заняли 11 место в рейтинге «самых лучших перекрашенных персонажей компьютерных игр» сайта GamePro в 2009 году[6].
- Милина попала в список самых сексуальных женщин-ниндзя по версии UGO.com за бой в грязи с Соней Блейд из фильма «Смертельная битва 2: Истребление». Отмечено, что она самая красиво выглядящая женщина ниндзя во всех медиа[7].
- К. Тор Дженсен, критик с сайта UGO.com, назвал «грудастых сестёр-ниндзя Китану и Милину» в качестве фронтальных персонажей франшизы Mortal Kombat[8][9].
- Её появление в Mortal Kombat 11 считается самым скандальным за всю историю серии. Связано это с неадекватным поведением её фанатов, терроризировавших разработчиков на протяжении полутора лет после выхода игры. Доходило даже до угроз расправой со стороны фан-базы персонажа.